# 盧明諏
盧明諏（？—？），字君教，一字君发，號西華，浙江台州府黃巖縣人，民籍，明朝政治人物。

## 生平
萬曆十三年（1585年）乙酉科浙江鄉試六十二名，萬曆十四年（1586年）丙戌科會試四十六名，登三甲第二百六十一名進士。礼部觀政，本年十二月养病。萬曆十六年二月，卢明诹授任太常博士，二十年選授刑科給事中，二十一年给假。二十二年補吏科給事中，本年升官至户科右给事中。日本丰臣秀吉侵略朝鲜王朝时，力陈石星与日本议和之失。后以疏救顾宪成，坐降杂职，不久被削籍为民。四十二岁时去世。

## 家族
曾祖盧富登；祖父盧慶實；父盧文謨。前母黃氏；吳氏。